# Charles Abrahams
Charles Julius Sophus Abrahams (født 2. juni 1838 i København, død 13. april 1893 sammensteds) var en dansk arkitekt, der arbejdede inden for rammerne af historicismen. Han var bror til teaterdirektør Severin Abrahams.
Charles Abrahams var søn af professor ved Københavns Universitet, senere notarius publicus Nicolai Christian Levin Abrahams og Frederikke Juliane Augusta Philipsen. Han blev student 1857, var to år på Polyteknisk Læreanstalt, blev 1859 optaget på Kunstakademiets Arkitektskole, hvor han i 1864 blev tildelt den lille sølvmedalje (for et gravkapel) og i 1869 tog afgang som arkitekt. Året efter vandt han den lille guldmedalje (for et gymnasium til 150 elever). Han arbejdede nogle år i akademitiden hos J.H. Nebelong.
Abrahams, der var elev af Nebelong, arbejdede mest med rødstensmurværk, i herregårdene med motiver fra fransk renæssance; således har f.eks. Mullerup høje tage, lyse hjørnekvadre og maleriske fremspring i murene, og Bøstrup, som var en regelmæssig bygning fra ca. 1800, forsynede Abrahams med tårn og frontispice.
Han udstillede på Charlottenborg Forårsudstilling 1864 og 1870.
Han blev gift 26. oktober 1877 i København med Vilhelmine Petersen, født den 1. januar 1852 i København, død 22. juni 1930 sammesteds, datter af murermester Jørgen Frederik Petersen og Christine Margrethe Jessen. En tegning af Abrahams udført af Georg Hilker findes på Frederiksborgmuseet. Begravet på Vestre Kirkegård.

## Værker
- Næstved Station, Stationspladsen 2, Næstved (1870, siden ombygget totalt 1891-92, 1921 ved Sigurd Christensen, 1940-43 ved K.T. Seest)
- Øvrige stationer på Lille Syd og Sydbanen: Havdrup, Køge (nedrevet), Tureby (nedrevet), Haslev (ombygget), Holme-Olstrup, Lundby og Vordingborg (Masnedsund) (nedlagt 1937)
- Sparekassen i Hillerød (gamle bygning), Slotsgade 48 (1873)
- Absalonsgade 17, København (1874)
- Arbejderboliger til Tuborgs Fabrikker, Tuborgvej, Hellerup (1874-76, nedrevet 1977)
- Våbenbrødrenes Stiftelse, Jernbanegade 14A-C, Næstved (1876-77, kviste og skorstene siden fjernet, taget ændret, indgangstrappe fjernet, vinduer udskiftet)
- Hvilehjem for lærerinder, Virginiavej 12, København (1878)
- Krebs' Skole, Stockholmsgade 5, København (1878)
- Stiftelse, Gyldenløvesgade 12, København (1882)
- Ombygning af Købmagergade 52, København (1882)
- Hovedbygning på Gurrehus, Gurre (1883, ombygget 1914 af Gotfred Tvede)
- Dagmarteatret, Jernbanegade, København der senere i kun let ændret form blev opført ved Ove Petersen (1880-81)
- Hovedbygning på Bøstrup, Holbæk Amt (1881-82)
- Hovedbygning på Kvistgård, Tikøb Sogn (1883)
- Herregården Mullerup på Fyn (1884-87)
- Påbygning af kamtakker på Torbenfeldt

### Projekter
- Projekt til fyrtårn på Stevns, der samtidig skulle være monument over Ivar Huitfeldt (1877, sammen med Albert Jensen)
- Et udkast til udvidelse af Universitetsbiblioteket (1887)

## Galleri
- Næstved Station i sin oprindelige skikkelse
- Tureby Station
- Vaabenbrødrenes Stiftelse i sin oprindelige form